# Икинс, Даллас
Даллас Франклин Икинс (англ. Dallas Franklin Eakins, фамилия при рождении Йодер англ. Yoder; 27 февраля 1967, Дейд-Сити, США) — канадский хоккейный тренер, в прошлом — профессиональный хоккеист.

## Ранние годы
Даллас Икинс родился в городе Дейд-Сити в семье Кэрол Плуф, уроженки Мейкона, штат Джорджия, и Теда Йодера. По словам Икинса, его отец был индейцем Чероки. Вскоре после рождения Далласа его родители расстались. Когда ему было 7 лет, его мать вышла замуж за канадского дальнобойщика Джима Икинса и они переехали в канадский город Питерборо, провинция Онтарио. В возрасте восьми лет Даллас впервые встал на коньки на площадке, построенной его отчимом на заднем дворе дома. В двенадцать лет Икинс попал в тренировочный лагерь Роджера Нилсона, бывшего главного тренера команд НХЛ «Торонто Мейпл Лифс», «Баффало Сейбрз», «Ванкувер Кэнакс», «Лос-Анджелес Кингз» и «Чикаго Блэкхокс». После этого Икинса зачислили в «Питерборо Питс» одного из младших возрастов. В «Питс» Икинс играл под руководством будущих тренеров команд НХЛ Дика Тодда и Жака Мартена.

## Игровая карьера
На драфте НХЛ 1985 года Далласа Икинса в десятом раунде выбрал «Вашингтон Кэпиталз».
17 октября 1989 года Икинс подписал контракт с «Виннипег Джетс».
8 июля 1993 года Икинс в качестве свободного агента перешёл в недавно образованный клуб «Флорида Пантерз», который возглавил Роджер Нилсон.
28 сентября 1995 года «Флорида» обменяла Икинса в «Сент-Луис Блюз» на право выбора в четвёртом раунде драфта 1997 года.
20 марта 1996 года «Виннипег» забрал Икинса с драфта отказов «Сент-Луиса». В 1996 году команда из Виннипега переехала в Аризону и Даллас Икинс стал игроком «Финикс Койотис».
6 февраля 1997 года «Финикс» обменял Икинса и нападающего Майка Иствуда в «Нью-Йорк Рейнджерс» на защитника Джейсона Мора. За «Рейнджерс» Икинс сыграл три матча в конце регулярного чемпионата и четыре матча в плей-офф, где он выходил играть персонально против нападающего «Филадельфии Флайерз» Эрика Линдроса. Несмотря на то, что он полностью выключил из игры Линдроса, дальше прошла «Филадельфия».
30 июля 1997 года Икинс перешёл во «Флориду».
28 июля 1998 года Икинс подписал контракт с «Торонто Мейпл Лифс».
12 августа 1999 года Икинс подписал контракт с «Нью-Йорк Айлендерс».
3 марта 2000 года «Айлендерс» обменяли Икинса в «Чикаго Блэкхокс» на будущую компенсацию.
27 июля 2000 года Икинс подписал контракт с «Калгари Флэймз».
23 июдля 2002 года Икинс подписал контракт с «Атланта Трэшерз». 1 июля 2003 года Икинс стал неограниченно свободным агентом.
6 августа 2003 года Икинс подписал контракт с «Ванкувер Кэнакс».
26 мая 2004 года Даллас Икинс объявил о завершении карьеры игрока.

## Тренерская карьера
24 августа 2005 года Даллас Икинс вместе с Джо Патерсоном стали ассистентами главного тренера «Торонто Марлис» Пола Мориса.
В 2006 году Морис стал главным тренером «Торонто Мейпл Лифс» и Икинс снова был назначен его помощником 20 июля 2006 года. 7 мая 2008 года тренерский штаб Мориса был отправлен в отставку, за исключением Кита Эктона, оставшегося на посту ассистента тренера. Далласу Икинсу был предложен пост директора по развитию игроков.
4 августа 2009 года Даллас Икинс был назначен главным тренером «Торонто Марлис».
9 июня 2013 года генеральный менеджер «Эдмонтон Ойлерз» Крэйг Мактавиш уволил главного тренера Ральфа Крюгера. На следующий день он объявил, что новым главным тренером назначен Даллас Икинс. Икинс стал двенадцатым главным тренером в истории команды.
15 декабря 2014 года Икинс был уволен с поста главного тренера «Эдмонтона».
После увольнения главного тренера «Филадельфии Флайерз» Крейга Беруби 17 апреля 2015 года, Даллас Икинс был одним из кандидатов на освободившуюся вакансию.
27 июня 2015 года Икинс стал главным тренером клуба АХЛ «Сан-Диего Галлз», входящего в систему «Анахайм Дакс».

## Вне хоккея
Даллас Икинс с 2001 года женат на канадской актрисе Ингрид Кавелаарс, воспитывает двоих детей.